# Rozálie Kohoutová
Rozálie Kohoutová (* 3. května 1985, Praha) je česká režisérka dokumentárních filmů.

## Život
Je dcerou spisovatelky Ireny Obermannové a hudebníka Daniela Kohouta, její sestra Berenika Kohoutová je herečka a zpěvačka. Po maturitě na Osmiletém gymnáziu Buďánka studovala od roku 2004 v bakalářském programu romistiku na Filozofické fakultě Univerzity Karlovy v Praze, od roku 2007 v bakalářském a magisterském programu na katedře dokumentární tvorby FAMU a od roku 2009 pak dva semestry oboru filmová věda na Universitě Sorbonne 3 v Paříži v rámci programu Erasmus.
Publikovala v časopisech Nový Prostor a Reflex a pro Českou televizi režírovala kulturně publicistické pořady Kosmopolis a City Folk a dokumentární film Vetřelci a Volavky. Její krátké dokumentární filmy O topánki (About the Shoes, 2007) a Velmistr (Grandmaster, 2008) získaly ocenění u nás i v zahraničí.

## Filmografie

### Režie
- 2007 O topánki / About the Shoes (krátký dokumentární film) – režie, scénář, kamera
- 2008 Vetřelci a volavky (krátký dokumentární film) – režie a scénář
- 2008 Velmistr / Grandmaster (krátký dokumentární film) – režie
- 2009 Roma Boys - Příběh lásky / Roma Boys – The Love Story (krátký dokumentární studentský film, FAMU) – režie
- 2010 Sokol de Paris (krátký film) – režie, scénář, zvuk
- 2011 Gottland (dokumentární film dle námětu Mariusze Szczygieła) – režie (spolu s dalšími)
- 2011 Příběh sňatkového podvodníka (8. povídka z televizního seriálu Čapkovy kapsy) – režie
- 2012 Jak byla Jitka chudá (2. díl, ze sídliště Chanov, dokumentárního televizního seriálu Národnost v pubertě) – režie
- 2012 Kytlice, Zimmer Frei (dokumentární film o obci Kytlice) – režie, námět, scénář
- 2012 Příliš chytré děti (publicistický dokument České televize z cyklu Ta naše povaha česká) – režie[4]
- 2013 Tajemství rodu …Radoslava Bangy (12. díl dokumentárního cyklu České televize) – režie[5]
- 2016 FC Roma – režie, scénář, kamera
- 2017 CzechTek – režie
- 2019 Tančit svůj život
- 2025 Děcko (seriál)
- 2026 Antonie – v přípravě[6]

### Účinkuje
- 2007 13. komnata Ireny Obermannové – 3. díl (2. série)